# Wolves (film)
Pour les articles homonymes, voir Wolves.
Pour plus de détails, voir Fiche technique et Distribution.
Wolves est un film fantastique canado-français écrit et réalisé par David Hayter et sorti en 2014.

## Synopsis
Le jeune Cayden Richards (Lucas Till) s'enfuit de chez lui après que ses parents ont été assassinés et qu'il a découvert être un loup-garou. Il se retrouve dans une petite ville où un clan de lycanthropes dirigé par Connor (Jason Momoa) se confronte à un vieux fermier...

## Fiche technique
- Titre original : Wolves
- Titre français :
- Titre québécois : Les loups-garous
- Réalisation : David Hayter
- Scénario : David Hayter
- Décors : Craig Lathrop
- Direction artistique : Michelle Lannon
- Costumes : Patrick Antosh
- Montage : Geoff Ashenhurst
- Musique : Ilya Kaplan et Alex Khaskin
- Photographie : Gavin Smith
- Son :
- Production : Steven Hoban et Mark Smith
- Sociétés de production : Copperheart Entertainment, Entertainment One, Telefilm Canada et TF1
- Sociétés de distribution :  Entertainment One
- Pays d’origine :  Canada/ France
- Budget :
- Langue : anglais
- Durée : 90 minutes
- Format : couleur - 35 mm - 1.85:1 -  Son Dolby numérique
- Genre : fantastique, horreur
- Dates de sortie :
  -  Russie : 28 août 2014
  -  Canada : 2014

## Distribution
- Lucas Till (VF : Paolo Domingo) : Cayden Richards
- Jason Momoa (VF : Rémi Bichet) : Connor
- Stephen McHattie (VF : Jacques Frantz) : John Tollerman
- Merritt Patterson (VF : Barbara Probst) : Angelina Timmins
- Miriam McDonald : Haley
- Kaitlyn Leeb : Lisa Stewart
- John Pyper-Ferguson (VF : Christophe Rouzaud) : « Wild Joe »
- Melanie Scrofano : Gail Timmins
- Adam Butcher : Deke
- Adam MacDonald : Marty
- Wesley Morgan : Brad
- Matthew Currie Holmes : Setter